# Rookes Evelyn Bell Crompton

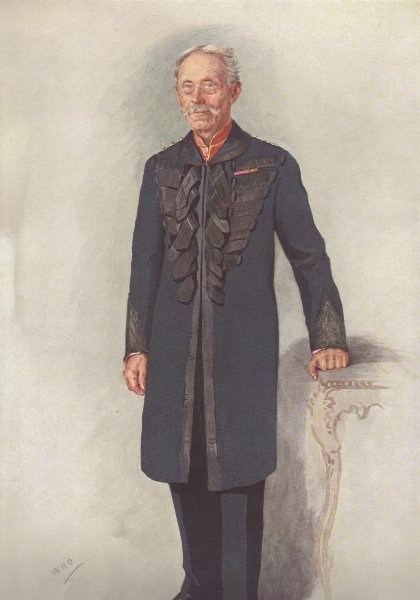
Rookes Evelyn Bell Crompton

Colonel Rookes Evelyn Bell Crompton (* 31. Mai 1845 in Sion Hill nahe Thirsk, Yorkshire; † 15. Februar 1940 in Ripon, Yorkshire) war ein englischer Erfinder und Pionier der elektrischen Straßenbeleuchtung.
Der Ausbruch des Krimkriegs 1854 unterbrach seine Ausbildung und er diente in der Royal Navy als Kadett auf der HMS Dragon. Danach besuchte er die Harrow School in Middlesex und studierte Mathematik. Es experimentierte mit elektrostatischen Generatoren und der Leidenschen Flasche. In den Sommerferien baute er sein Lokomobil Bluebell. Er ging danach zur British Army und diente bis 1875 in der Rifle Brigade in Indien, wo ihn die Arbeit der Royal Engineers interessierte.
Danach wurde er Partner in der Ingenieurbetrieb T.H.P. Dennis & Co in Chelmsford, Essex, die u. a. landwirtschaftliche Mühlen bauten. Für diese baute er eine Kohlebogenlampe, damit die Mühle Tag und Nacht laufen konnte. 1878 übernahm er die Firma, benannte sie um in Crompton & Co. und baute seine Crompton-Lampen. Nachdem er auch Joseph Wilson Swans Glühlampen in Lizenz produzierte, dominierte er den englischen Lampenmarkt. Er installierte die Beleuchtung von Windsor Castle und King’s Cross Station um 1881. 1887 installierte er die erste öffentliche Stromversorgung mit sieben Dampfmaschinen in Kensington Gardens. Er entwickelte den ersten elektrischen Toaster und E-Herd.
Obwohl er viel in Gleichstromsysteme investiert hatte, wechselte er, nachdem der Stromkrieg entschieden war schnell zum Wechselstrom.
Im Jahr 1899 brach der zweite Burenkrieg aus und Crompton kehrte als Colonel zur Armee zurück, wo er als Royal Engineer Suchscheinwerfer entwickelte.
Als in den 1890ern viele Firmen mit verschiedensten Spannungen und Frequenzen in den Markt eintraten, engagierte er sich für eine Standardisierung. Auf der Louisiana Purchase Exposition 1904 vertrat er als Teil einer Delegation der IEE Großbritannien und präsentierte einen Standardisierungsvorschlag, den er in den nächsten zwei Jahren umsetzte. 1906 hatte die International Electrotechnical Commission ihr erstes Treffen in London mit Vertretern aus 14 Ländern.
Bei Ausbruch des Ersten Weltkriegs bat man ihn, ein Landship zu entwickeln, das Stacheldraht überwinden kann und vor Kugeln schützt. Sein Entwurf war die Basis für die erste Realisierung eines Panzers.
1929 fusionierte er seine Firma mit der F. Parkinson Ltd. zu Crompton Parkinson.